# 下国
下国（げこく）とは、律令国の等級区分の一つである。小国とも言う。

## 概要
古代の日本で律令制が布かれた時代に定められた。朝廷は中央集権体制を確立することを目的とし、地方行政区画の一環として国力により諸国を四等級に分けた。
下国は一番下の位の国である。

## 延喜式による下国の一覧
延喜式によれば、下国に分類される国は9か国ある。このうち4か国は島国、2か国は半島国である。
- 和泉国
- 伊賀国
- 志摩国（半島国）
- 伊豆国（半島国）
- 飛騨国
- 隠岐国（島国）
- 淡路国（島国）
- 壱岐国（島国）
- 対馬国（島国）